# Eclipse lunar de 25 de abril de 2013
| Eclipse Lunar Parcial 25 de abril de 2013 | Eclipse Lunar Parcial 25 de abril de 2013 |
| --- | ----------------------------------------- |
| Meio do eclipse visto de Rabka-Zdrój, Polônia - 20:10 UTC                                                                                                   |                                           |
| A Lua cruzando a borda sul do cone de sombra da Terra, de oeste para leste (da direita para a esquerda), com apenas a extremidade norte da Lua obscurecida. |                                           |
| Gamma | -1,0121                                   |
| Saros (e membro) | 112 (65 de 72)                            |
| Sequência de eclipses lunares |                                           |
| Anterior | 28 de novembro de 2012                    |
| Próximo | 25 de maio de 2013                        |
| Duração (hr:mn:sc) |                                           |
| Parcial | 0:27:00                                   |
| Penumbral | 4:07:45                                   |
| Fases e Horários do Eclipse (UTC) |                                           |
| P1 | 18:03:41                                  |
| U1 | 19:54:04                                  |
| Máximo | 20:07:29                                  |
| U4 | 20:21:04                                  |
| P4 | 22:11:26                                  |

O eclipse lunar de 25 de abril de 2013 foi um eclipse parcial, o primeiro de três eclipses lunares do ano, e único como eclipse parcial. 
Teve magnitude umbral de 0,0148 e penumbral de 0,9866. A parcialidade não ultrapassou os 27 minutos..
A Lua passou pela extremidade ou borda sul da sombra terrestre, o qual cobriu apenas uma pequena parte da Lua, no polo norte lunar (cerca de 1,5% da superfície do satélite). Esta parte da Lua estava totalmente escura pela umbra, enquanto o restante do disco que estava coberto pela penumbra, se apresentou gradualmente menos brilhante e mais escura à medida que se aproximava da região afetada pela sombra da Terra. Foi um dos eclipses parciais mais curtos e de magnitude baixa do século XXI.
A Lua cruzou a extremidade sul da sombra da Terra, em nodo ascendente, dentro da constelação de Virgem.

## Série Saros
Eclipse pertencente ao ciclo lunar Saros de série 112, sendo este de número 65, num total de 72 eclipses na série. Foi o último eclipse parcial da série. O último eclipse deste ciclo foi o eclipse parcial de 15 de abril de 1995, e o seguinte será com o eclipse penumbral de 7 de maio de 2031, o primeiro como penumbral.

## Visibilidade
Foi visível sobre o Oceano Índico, África, Europa, Antártida, Austrália, praticamente toda a Ásia e no leste da América do Sul.
| Região do planeta onde foi visível durante o máximo do eclipse - 20:07 UTC. A região central do Oceano Índico obteve a melhor observação do meio do eclipse, de onde foi visível à meia-noite. | Gráfico do eclipse - NASA |
| Mapa de visibilidade do eclipse |                           |

## Galeria

De Assis, Itália, 20:00 UTCDe Assis, Itália, 20:00 UTC
Eclipse visto de Belfort, na França, animação de imagens
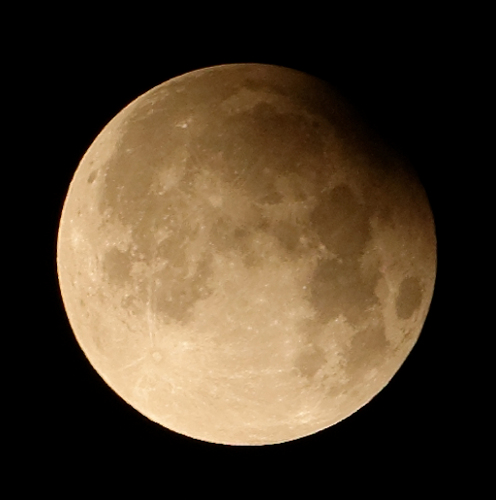
De Paris, França, 20:18 UTC
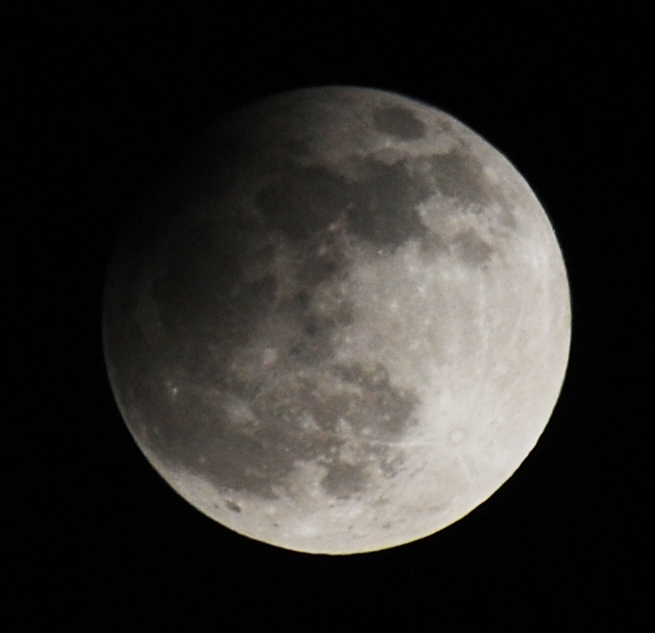
De Zurique, Suíça, 20:36 UTC